# Ciśnienie względne
Ciśnienie względne

## W metrologii
Ciśnienie mierzone względem ciśnienia otoczenia, nazywamy ciśnieniem względnym. Jest to różnica między ciśnieniem otoczenia i ciśnieniem bezwzględnym. Do pomiaru ciśnienia względnego używa się manometru (dlatego ciśnienie to jest też zwane ciśnieniem manometrycznym), lub elektronicznego przetwornika ciśnienia.

## W meteorologii
W meteorologii ciśnienie określone względem umownego ciśnienia, zazwyczaj ciśnienia jakie panowałoby w tych warunkach na poziomie morza. 

## W fizyce materii
Stosunek ciśnienia i ciśnienia pary nasyconej określający „odległość” układu fizycznego od warunków naturalnej kondensacji pary cieczy w danej temperaturze:
{\displaystyle x={\frac {p}{p_{s}}},}
gdzie:
{\displaystyle x} – ciśnienie względne,
{\displaystyle p} – ciśnienie,
{\displaystyle p_{s}} – ciśnienie pary nasyconej.